# Гокендоква (Пенсільванія)
Гокендоква (англ. Hokendauqua) — переписна місцевість (CDP) в США, в окрузі Лігай штату Пенсільванія. Населення — 3340 осіб (2020).

## Географія
Гокендоква розташована за координатами 40°39′30″ пн. ш. 75°29′43″ зх. д. / 40.65833° пн. ш. 75.49528° зх. д. (40.658455, -75.495211).  За даними Бюро перепису населення США в 2010 році переписна місцевість мала площу 2,86 км², уся площа — суходіл.

## Демографія
Згідно з переписом 2010 року, у переписній місцевості мешкало 3378 осіб у 1416 домогосподарствах у складі 965 родин. Густота населення становила 1183 особи/км².  Було 1462 помешкання (512/км²).
Расовий склад населення:
| - 92,5 % — білих - 2,9 % — чорних або афроамериканців - 1,3 % — азіатів - 0,1 % — корінних американців - 1,3 % — осіб інших рас |

До двох чи більше рас належало 1,9 %. Частка іспаномовних становила 6,2 % від усіх жителів.
За віковим діапазоном населення розподілялося таким чином: 19,0 % — особи молодші 18 років, 59,7 % — особи у віці 18—64 років, 21,3 % — особи у віці 65 років та старші. Медіана віку мешканця становила 46,1 року. На 100 осіб жіночої статі у переписній місцевості припадало 93,2 чоловіків;  на 100 жінок у віці від 18 років та старших — 91,9 чоловіків також старших 18 років.
Середній дохід на одне домашнє господарство  становив 68 519 доларів США (медіана — 57 056), а середній дохід на одну сім'ю — 83 218 доларів (медіана — 70 450). Медіана доходів становила 52 344 долари для чоловіків та 35 682 долари для жінок. За межею бідності перебувало 2,8 % осіб, у тому числі 0,0 % дітей у віці до 18 років та 4,3 % осіб у віці 65 років та старших.
Цивільне працевлаштоване населення становило 1743 особи. Основні галузі зайнятості: освіта, охорона здоров'я та соціальна допомога — 31,2 %, виробництво — 16,5 %, фінанси, страхування та нерухомість — 9,9 %, роздрібна торгівля — 9,4 %.